# پاتریارک
پاتریارک یا پاطریارخ یا پطریارخ یا پاتریارش (به عربی: بطریق یا بطریرخ) واژه‌ای یونانی به معنای شیوخ و آباء و نامی است که در تورات به نخستین رؤسای خانواده‌ها می‌دادند.

## عنوان پاتریارک
در عهد عتیق به پیشوایانی هم چون ابراهیم، اسحاق و یعقوب و دوازده فرزند وی این لقب گفته می‌شد امّا بعد از ویرانی معبد و اسارت یهودیان، این شیوه ریاست از بین رفت.
در جهان مسیحیت و تا قرن چهارم این لقب به اسقفان بارز کلیسا اطلاق می‌شد. پس از مجمع نیقیه، تصمیم گرفته شد که برای هر مجموعه کلیسائی (Diocese) یک رئیس انتخاب شود که بر این شخص عنوان پاتریارک اطلاق شد. برخی از این افراد چند مجموعه کلیسایی (Diocese) زیر نظر آن‌ها اداره می‌شد. به عنوان مثال کلیساهای مصر و لیبی زیر نظر اسقف اسکندریه اداره می‌شدند.
به تدریج با گسترش کلیساها اختلافات موجب جدایی کلیساهای شرق و غرب شد. در نهایت در شورای کالسدون (سال ۴۵۱) تصمیم به تأسیس پنج پاتریارک‌نشین روم، قسطنطنیه، اسکندریه، اورشلیم و انطاکیه گرفته شد که تنها به اسقفان این شهرها این لقب اعطا می‌شد.

## ویژگی‌های پاتریارک
سراسقف‌ها و پاتریارک‌ها دارای امتیازات روحانی بیشتری نسبت به سایر اسقف‌ها نیستند و به هیچ وجه برتری همراه با اختیارات قانونی جهانی را آن‌گونه که به پاپ در آیین کاتولیک نسبت داده می‌شود، ادعا نمی‌کند و تنها از نظر رتبه و اعمال قدرت بر آن‌ها برتری دارند.
پاتریارک‌ها و به‌طور کل روحانیون ارتدکس برخلاف روحانیون کاتولیک، ریش خود را نمی‌تراشند.

## پاتریارک‌نشین‌ها
مهم‌ترین جدایی در تاریخ مسیحیت بین کلیسای قسطنطنیه و کلیسای رم پدید آمد و آن را گاهی جدایی شرق و غرب می‌خوانند. منشأ این جدایی اختلاف بین کلیسای روم و سایر کلیساهای شرق بر سر ریاست کلیساها بود. بر اساس گفته کلیسای روم، کسانی که کلیساها را رهبری و سرپرستی می‌کنند، اسقفان جهان هستند که با هم در جسم واحدی تحت اشراف اسقف رم عمل می‌کنند. امّا به نظر کلیسای قسطنطنیه، پنج مرکز برای مسیحیت وجود دارد که از نظر اعتبار و اقتدار برابرند: اورشلیم، انطاکیه، رم، اسکندریه و قسطنطنیه.
با این وجود، مسیحیان تابع رم و قسطنطنیه تا قرن نهم همگی متحد بودند. در قرن‌های بعدی نیز آن دو کلیسا گاهی از هم جدا می‌شدند و دوباره با هم متحد می‌شدند. در سال ۱۰۵۴ با تشدید اختلافات بین کلیساهای شرقی و غربی، چهار پاتریارک‌نشین از رم جدا شدند و عنوان کلیساهای شرق را پیدا کردند.
کلیسای ارتدکس علاوه بر این چهار پاتریارک نشین، پاتریارک‌نشین‌های جدید روسیه، صربستان، رومانی، بلغارستان و گرجستان را نیز در بر می‌گیرد.
در قرون اولیه اسلامی و در میان کلدانیان نستوری به بزرگ مسیحیان جاثلیق گفته می‌شد که معادل پاتریارک در اصطلاح امروزی بود.

### پاتریارک‌نشین قسطنطنیه
کلیسای قسطنطنیه در میان پاتریارک نشین‌های چهارگانه از اهمیت بیشتری برخوردار است؛ زیرا قسطنطنیه (بیزانسیوم) بین سال‌های ۳۳۰ تا ۱۴۵۳ پایتخت امپراتوری روم شرقی و در نتیجه مرکز مسیحیت شرقی بوده‌است. پس از تقسیم امپراتوری روم در ابتدای قرون وسطی، اسقف قسطنطنیه از منزلت بی‌مانندی در میان اسقفان ارتدکس جهان مسیحی برخوردار شد.
از میان پنج پارتریارک بزرگ کلیسا، فقط پارتریارک قسطنطنیه و اسقف روم در حوالی سال ۵۹۰ در شهرهای بزرگ زندگی می‌کردند. به پاتریارک قسطنطنیه، پاتریارک مسکونی گفته می‌شد.
در چند شورای جهانی از حقوق پاتریارک قسطنطنیه سخن به میان آمد و در قرن ششم این کلیسا عنوان پاتریارک‌نشین جهانی به خود گرفت. این موقعیت پس از فتح قسطنطنیه به دست سلطان محمد فاتح در سال ۱۴۵۳ بر قرار ماند.
در سال ۳۸۱ شورای کنستانتینوپل، پاتریارک این شهر را بعد از اسقف روم به رسمیت شناخت. به موجب اصل سوم شورای کنستانتینوپل، پاتریارک این شهر بعد از اسقف روم از برتری حرمت برخوردار شد. در زمان گریگوری کبیر (قرن ششم و هفتم)، یوحنا، پاتریارک قسطنطنیه، مدعی عنوان «اسقف همه کلیساها» گردید که با اعتراض گریگوری مواجه شد.
اسقف این کلیسا بر خلاف پاپ هیچ‌گاه ادعای عصمت نمی‌کند و تنها از موقعیت اخلاقی ویژه‌ای بهره می‌برد و اقتدار او از قلمرو اسقفی اش فراتر نمی‌رود.
پاتریارک قسطنطنیه دومین اسقف موجه و با نفوذ روم بود. او هنوز حامل اسقف اعظم جهان است و بر تمام سر اسقفان کلیساهای شرق تقدم دارد. نیم تاج سلطنتی را بر سر می‌گذارد و نشان عقاب امپراتوری بیزانس را به سینه می‌چسباند. در حال حاضر ریاست عالیه کلیسا با حدود صد هزار عضو با اوست.
کلیساهای ارتدکس فنلاند، چک و اسلواکی خود را تحت اختیار قانونی او می‌دانند. کلیساهای یادشده، برتری افتخاری سراسقف کلیسای جهانی در قسطنطنیه (استانبول) را قبول دارند.

### پاتریارک‌نشین اسکندریه
کلیسای ارتدکس اسکندریه در میان پاتریارک نشین‌های چهارگانه در رتبه دوم اهمیت قرار دارد. خاستگاه این کلیسا به مرقس قدیس، نخستین اسقف آفریقا بر می‌گردد. اقتدار این پاتریارک‌نشین امروزه بر قاره آفریقا سایه افکنده‌است و در کنیا، اوگاندا، تانزانیا و برخی کشورهای دیگر، نوکیشان فراوانی را به خود جلب کرده‌است. پس از قرن پنجم بسیاری از مسیحیان آفریقا از کلیسای ارتدکس جدا شدند و اقتدار جهانی آن را نپذیرفتند.

### پاتریارک‌نشین انطاکیه
پاتریارک انطاکیه امروزه در شهر باستانی دمشق در سوریه سکونت دارد. با این وجود وی هم چنان عنوان پاتریارک انطاکیه را دارد. انطاکیه روزگاری سومین شهر بزرگ امپراتوری روم و بزرگ‌ترین شهر امپراتوری روم شرقی بود. تا قرن هفتم میلادی اسقف انطاکیه از مقتدرترین رهبران مسیحی بود اما بعد از ظهور اسلام از اقتدار آن به شدت کاسته شد. خاستگاه این کلیسا به پطرس و پولس بازمی‌گردد. امروزه پاتریارک انطاکیه در رأس مسیحیان ارتدکس سوریه و لبنان و عراق قرار دارد.
نظر به اهمیت این شهر، مسیحیان به انطاکیه، «شهر خدا» (تئوپولیس) و مادر شهرها می‌گفتند.

### پاتریارک‌نشین اورشلیم
پاتریارک‌نشین اورشلیم رهبری مسیحیان ارتدکس عرب زبان در اردن و فلسین اشغالی و کرانه غربی رود اردن را به عهده دارد. خاستگاه این پاتریارک‌نشین به نخستین حواریون مسیح که پس از وی در قدس ساکن شدند، مخصوصاً یعقوب برادر عیسی بازمی‌گردد.
پاتریارک اورشلیم پس از قیام یهودیان علیه روم در قرن دوم میلادی اعتبار خود را از دست داد.
شورای کالسدون در سال ۴۵۱ عنوان افتخارآمیز پاتریارک را به اسقف این کلیسا داد، اما خود این کلیسا از لحاظ سیاسی هرگز قدرت نیافت. کلیسای اورشلیم به سبب مسائل سیاسی پیرامون اسرائیل آسیب‌پذیر است. پیروان پاتریارک‌نشین انطاکیه و اورشلیم حدود ۷۵۰/۰۰۰ نفر ارتدکس عرب زبان هستند.